# Casa Pashkov

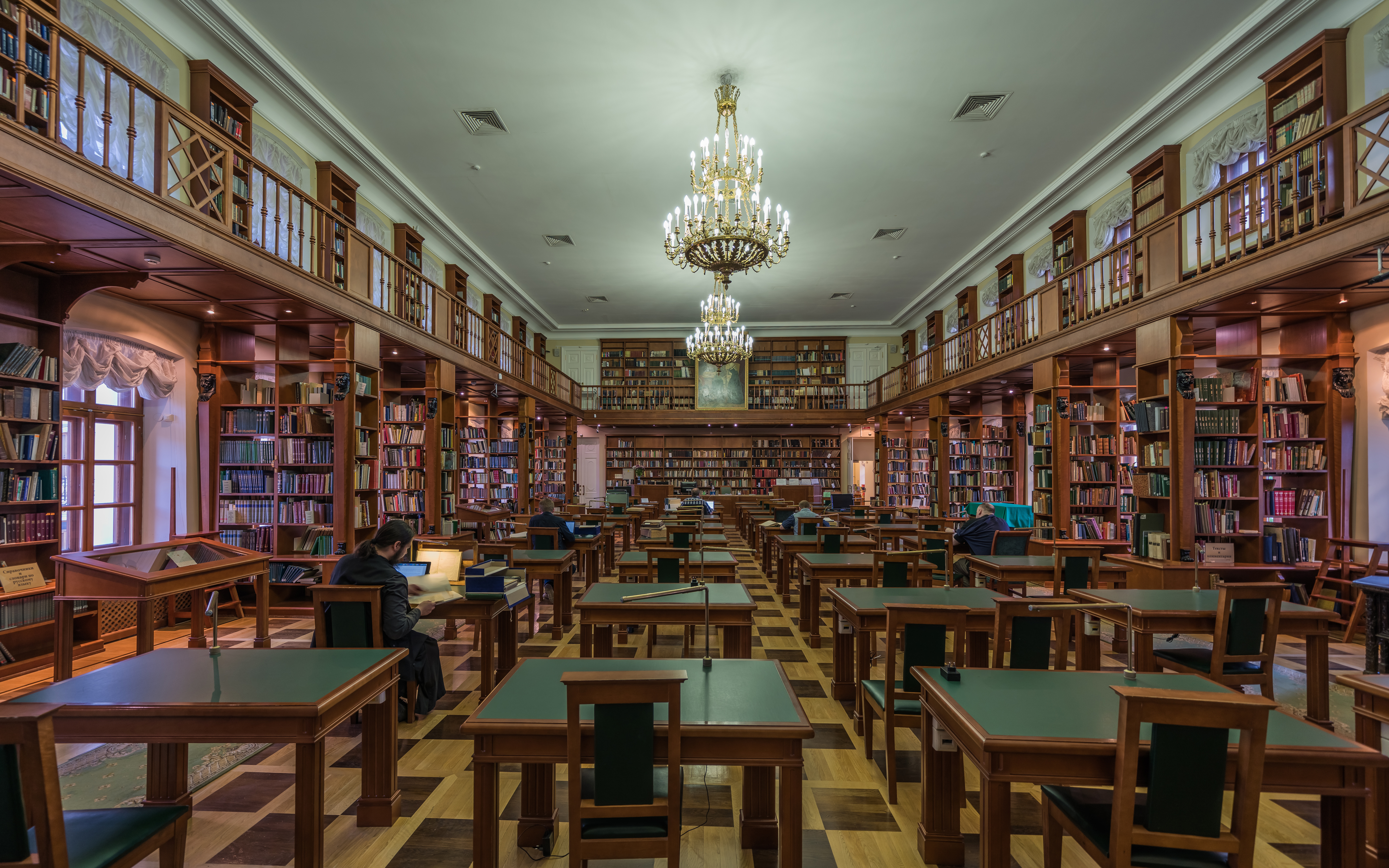
Vista do Interior

A Casa Pashkov (em russo:  Пашко́в дом) é uma mansão neoclássica que fica em uma colina com vista para o muro ocidental do Kremlin de Moscou, perto do cruzamento das ruas Mokhovaya e Vozdvizhenka . Seu design foi atribuído a Vasily Bazhenov. Era o lar do Museu Rumyantsev - o primeiro museu público de Moscou - no século XIX. O atual proprietário do palácio é a Biblioteca Estatal Russa.

## Construção
A Casa Pashkov foi erguida entre 1784 e 1786 por um nobre moscovita, Pyotr Pashkov. Ele era um capitão-tenente aposentado do Regimento de Guardas Semenovsky e filho do batman (soldado dedicado a um oficial) de Pedro, o Grande. Acredita-se que o edifício tenha sido projetado por Vasili Bazhenov. Ao longo do século XX, a autoria de Bazhenov foi contestada, uma vez que nenhuma evidência escrita sobreviveu ao longo dos tempos, e a única coisa que serve de prova é a tradição oral e as semelhanças com os outros edifícios de Bazhenov.

### Renome

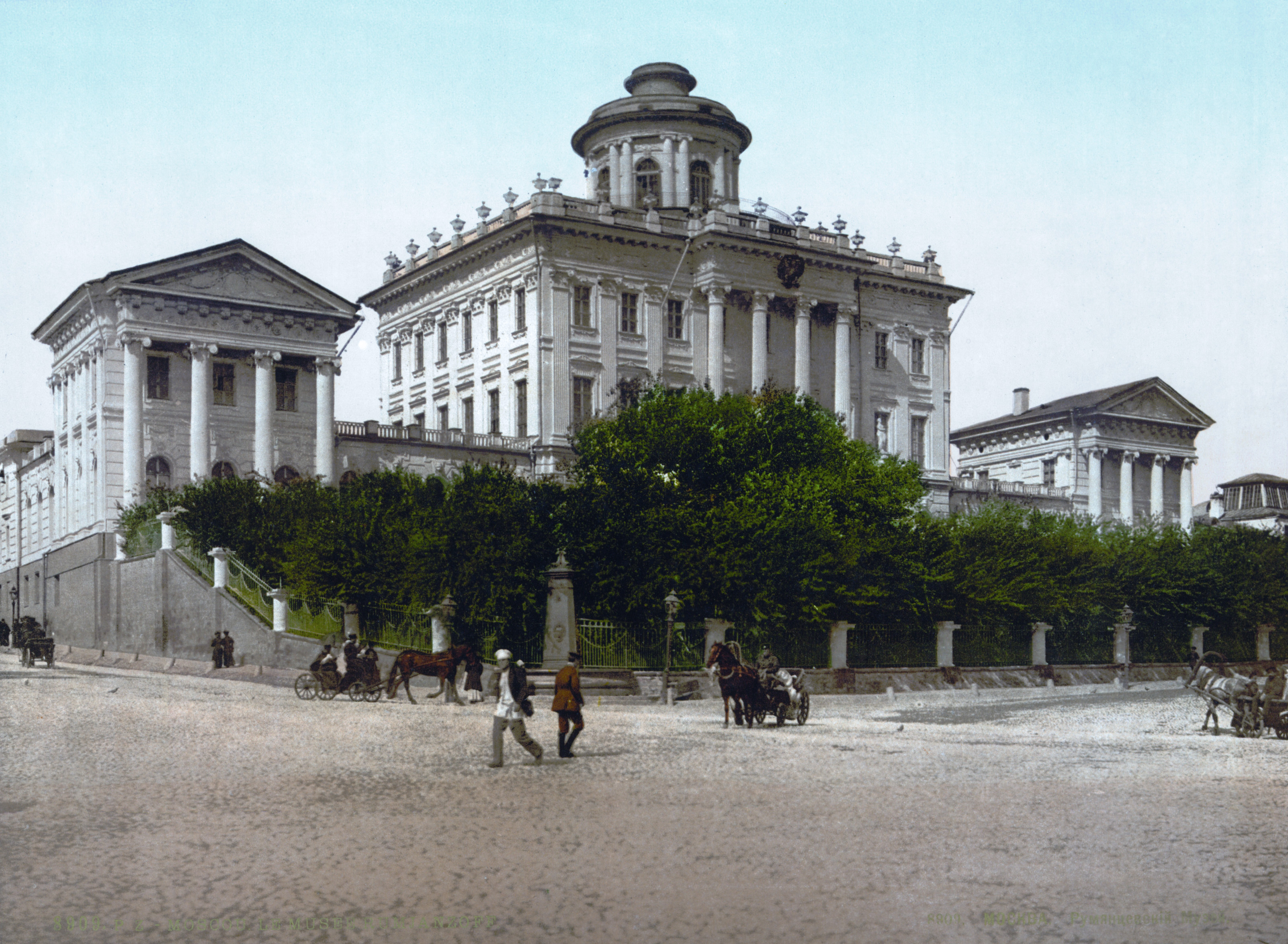
A casa de Pashkov. Um antigo cartão postal

Assim que foi concluída, a Casa Pashkov se tornou um marco de Moscou. Por muitos anos, um esplêndido palácio de pedra branca no monte Vagankovsky surpreendeu as pessoas e é considerado um dos mais belos edifícios da capital russa. É um dos principais locais descritos por Mikhail Bulgakov em seu romance O Mestre e a Margarida : 
 "Ao pôr do sol, no alto da cidade, no terraço de pedra de uma das casas mais bonitas de Moscou, uma casa construída há cento e cinquenta anos, havia duas: Woland e Azazello. Eles não podiam ser vistos da rua abaixo, porque estavam escondidos dos olhos indesejados por uma balaustrada com vasos de gesso e flores de gesso. Mas eles podiam ver a cidade quase até os seus limites ". 

## Proprietários
- O proprietário inicial da casa de Pashkov foi Pyotr Pashkov, quem o nome foi cedido a propriedade pelos moscovitas.
- Com a morte de Pyotr Pashkov e sua esposa, a propriedade passou para seu primo Aleksandr Pashkov.
- A casa de Pashkov foi comprada pelo governo para a Universidade de Moscou em 1839. Um Instituto para a Nobreza (um internato masculino para crianças da nobreza) foi localizado aqui em 1843; e mais tarde da 4ª escola secundária da cidade (depois de 1852).
- O edifício foi transferido para o Museu Rumyantsev para abrigar suas coleções e biblioteca, em 1861.
- Em 1921, uma vez que mais de 400 bibliotecas particulares foram confiscadas pelos soviéticos e anexadas ao Museu, todos os departamentos foram removidos da Casa Pashkov. Apenas a biblioteca do Museu permaneceu lá, que foi renomeada e reorganizada na Biblioteca de Lenin. Atualmente (2010), a Casa Pashkov ainda está entre os edifícios da Biblioteca, mas por várias décadas ficou fora de uso, estando em reparo permanente, iniciada em 1988 e terminada em 2007. Atualmente, a ala direita da Casa Pashkov abriga o Departamento de Manuscritos, enquanto a ala esquerda abriga o Departamento de Música e o Departamento de Mapas, da Biblioteca Estadual da Rússia.

## Descrição

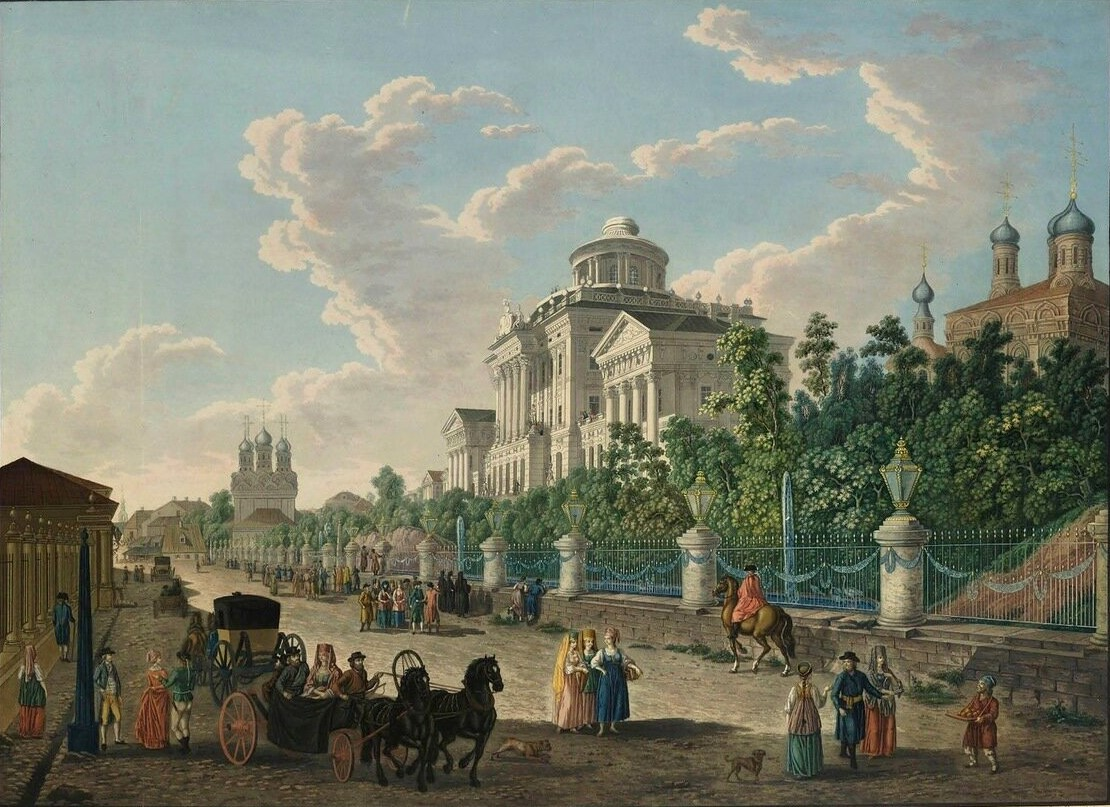
A Casa Pashkov no século XVIII (uma litografia de Gerard Delabart)

### Localização
A vista impressionante do edifício se deve em parte ao local em que foi construído. A Casa Pashkov fica no alto da colina Vagankovo, como se continuasse a linha de ascensão, em um canto aberto de duas ruas descendentes. A fachada frontal está voltada para o lado ensolarado. A mansão foi erguida um pouco inclinada e não ao longo da linha reta da rua em relação à rua e à entrada da pista de Starovagankovsky. Por esse motivo, a Casa Pashkov é mais bem percebida a partir de pontos de vista de ângulos mais distantes.
A localização do edifício também tem uma importância simbólica: a Casa Pashkov eleva uma colina em frente à colina Borovitsky, encimada pelo Kremlin. Foi o primeiro edifício secular em Moscou, a partir das janelas das quais se podia ver as torres e o prédio do Kremlin não debaixo para cima, e podia observar a Praça Ivanovskaya e a Praça das Catedrais.

### Desenho da propriedade
O edifício possui uma silhueta variada e interessante, sendo formado por três cubagens compactas: o edifício principal e duas alas de serviço. A mansão, ao mesmo tempo em que é uma mansão da cidade, tem um layout plano com um tribunal de honra aberto em direção à entrada. A solução é pouco ortodoxa, já que a entrada é da rua lateral e não da fachada principal, e o layout tradicional é invertido. A colina alta serve como base do edifício. Antes da década de 1930, havia um jardim em frente à mansão.
A disposição do jardim em frente ao edifício impressiona pelo seu esplendor:
Quando a rua Mokhovaya foi ampliada, o terreno adjacente à casa encolheu apenas na encosta.

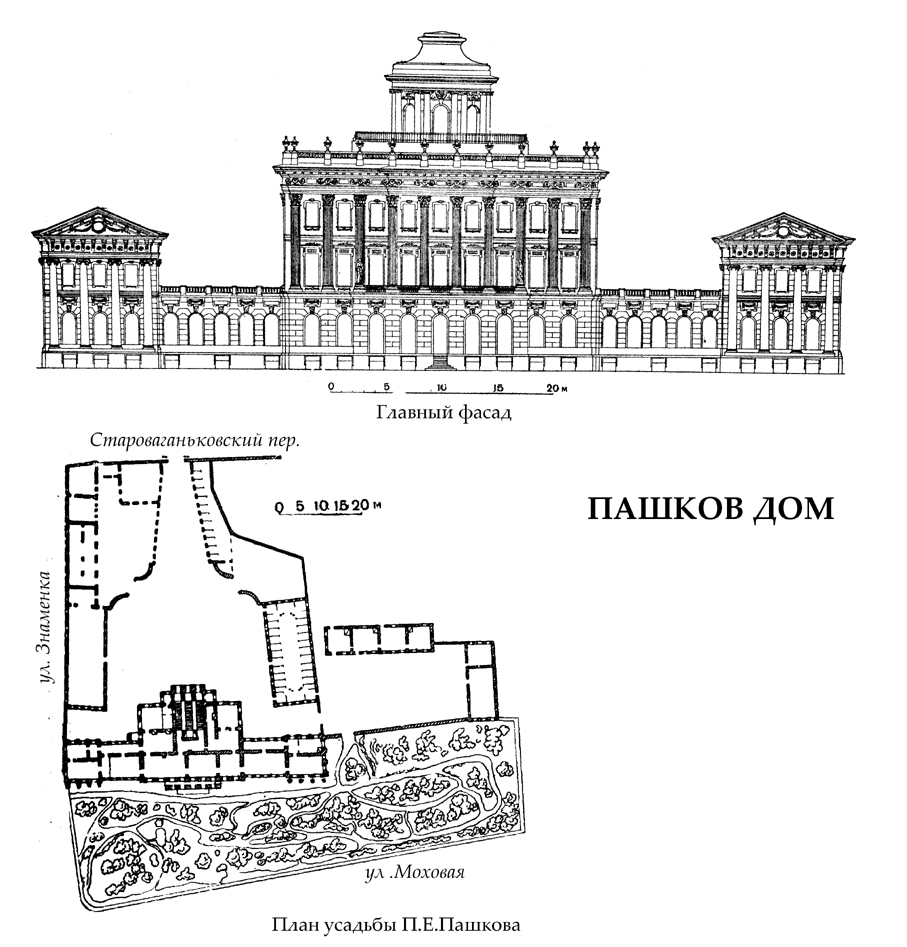
Fachada e planta da casa

A única entrada da Casa Pashkov, acessível a carruagens, era da pista de Starovagankovsky. Está no mesmo eixo da cubagem principal do edifício, que é sublinhada por todo o sistema de desenvolvimento do palácio. Um princípio de contraste é extensivamente aplicado: grandes e pequenos são contrastados:
- a cubagem central do edifício vs. instalações de serviço e cercas;
- o tribunal de honra expandido que precede a entrada principal vs. funil trapezoidal estreito que conecta a entrada e o tribunal de honra;
- a boca do funil corresponde à projeção na fachada do edifício principal; e
- os contornos retilíneos da quadra e do funil são conectados por paredes curvilíneas.

Esse layout geral envolvido de contrastes é influenciado pelo período barroco anterior, com seu amor pelo volume intricadamente interpretado. Um sistema tridimensional é formado, cheio de efeitos de contraste e contribuindo para uma percepção mais dramática do dominante arquitetônico de todo o complexo, o edifício principal.
Ao lado da propriedade está a Igreja de São Nicolau, que costumava ser uma capela da família.

### Fachadas neoclássicas
A Casa Pashkov tem duas fachadas principais, uma voltada para o caminho, palaciana e solene, e a outra voltada para o jardim, parecendo mais aconchegante e mais como uma propriedade rural.
A fachada com vista para a rua Mokhovaya é caracterizada por expansão linear. O arranjo é centrifugado ao redor e acima. Dois túneis de um andar correm para a direita e para a esquerda do cubo central, terminando em alas de serviço de dois andares. O edifício principal possui pórticos com colunas em ambos os lados. O edifício é coberto com um mirante cilíndrico. Esses dispositivos são comuns para o paladianismo.

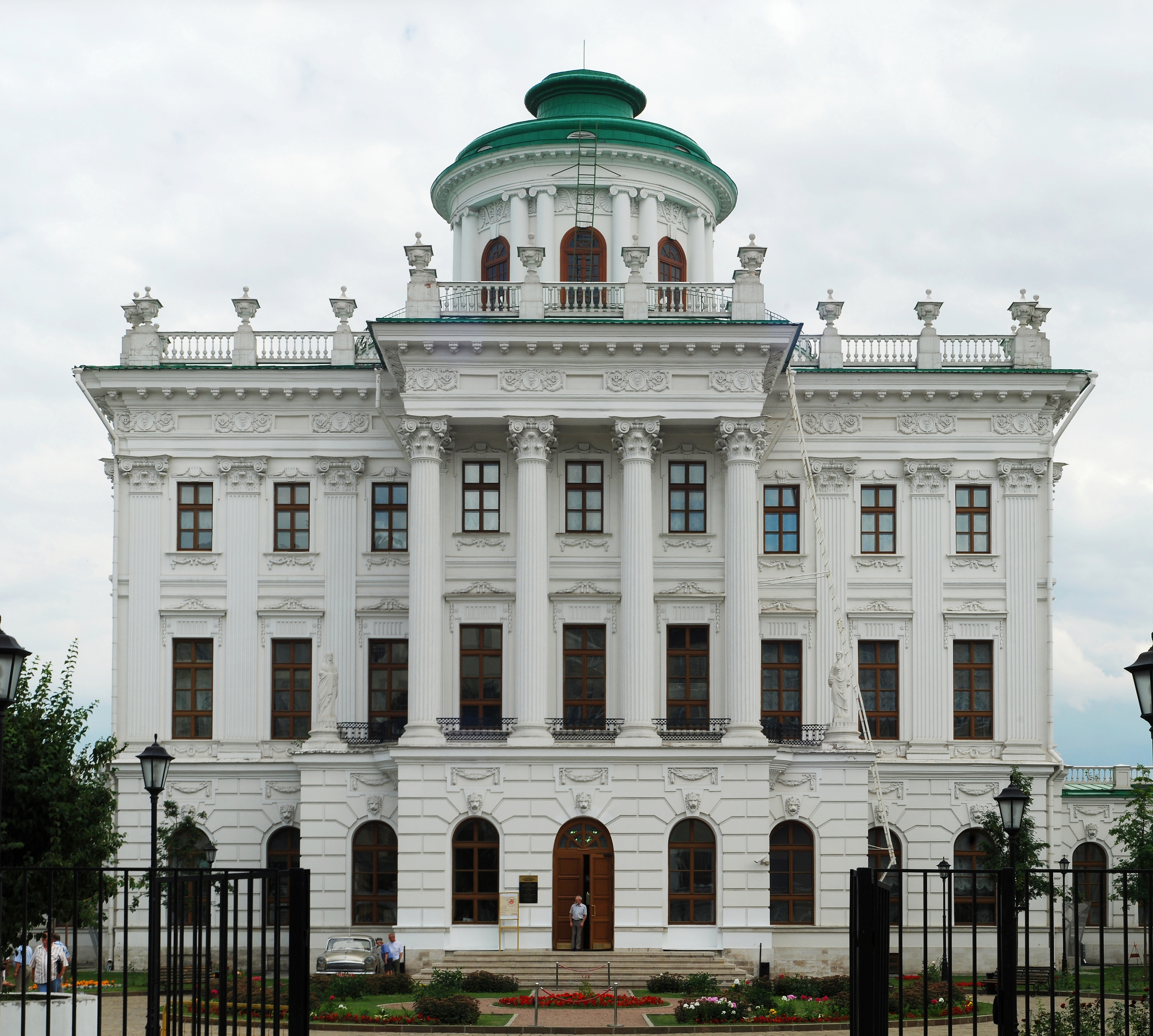
Vista da fachada da Casa Pashkov da rua Starovagankovsky

#### Sistema ordenado
Em contraste com o piso térreo rústico, os pórticos usam ótima ordem que liga dois andares. Graças a uma base não muito alta, mas de total largura, essa ligação dos dois andares por uma colunata aumenta a imensidão do edifício.
Três pórticos da fachada estão localizados de frente. A Casa Pashkov é uma amostra rara na arquitetura global, onde três pórticos são usados para esse arranjo de fachadas, que são absolutamente semelhantes pelas suas principais dimensões e número de colunas. Somente a ordem usada é diferente.
As colunas e pilastras do edifício central usam ordem coríntia composta (é retratada em seus detalhes com mais liberdade e distinção em comparação aos cânones comuns). Há estátuas colocadas nas bases das colunas, em cada lado do pórtico de quatro colunas.
As colunas e pilastras das alas de serviço usam ordem jônica intrincada com as chamadas tampas de coluna diagonais, enfatizando a independência artística e o papel das alas de serviço no arranjo da fachada.
O balaústre emoldurando o teto do edifício central possui vasos magníficos nos postes que suavizam a passagem do friso e da cornija para o mirante no topo da cuba central. O mirante não é uma forma estática como frontão e enfatiza a subida de todo o arranjo, aumentando o edifício da Casa Pashkov.

### Arranjo interno
As principais e mais grandiosas instalações do palácio ficavam em seu edifício central, cuja entrada ficava ao longo do eixo do edifício, do lado da área de honra. O vestíbulo principal também estava localizado ao longo do eixo do edifício principal, onde você pode ver a grande escadaria. À direita do vestíbulo, longe do eixo central, havia uma grande escadaria para o primeiro andar que levava à ante-sala e ao salão principal. As alas de serviço acomodavam salas residenciais e de serviço.

## Reestruturações do edifício
Segundo algumas fontes, a cor original das paredes era laranja. Paulo I da Rússia começou a mudar a aparência do edifício: sob suas ordens, a estátua de Minerva (ou Marte, simbolizando as vitórias do reinado de sua mãe) coroando a cúpula, foi removida.

### Período imperial
Durante a invasão de Napoleão o edifício sofreu danos pesados: a madeira do mirante com a ordem coríntia que coroava o edifício foi destruída, assim como uma grande estatuária e brasão dos Pashkovs no entablamento do pórtico central.
Mais tarde, o edifício foi restaurado com as características do classicismo pós-incêndio de Moscou: em 1815-1818, um dos arquitetos da Comissão para a Construção de Moscou, aparentemente Osip Bove, restaurou o mirante, substituindo as antigas colunas redondas coríntias por jônicas de três quartos, tornando a casa mais pesada com um mandado mais pesado. Além disso, galerias longitudinais laterais foram modificadas. Inicialmente, eram varandas abertas de transição e eram coroadas apenas por balaustradas que brilhavam no céu, agora estão cobertas por um telhado de duas águas. A decoração escultural perdida não foi restaurada. Em 1841, o arquiteto A.V. Nikitin elaborou um projeto para a reconstrução da casa para acomodar o Instituto para a Nobreza. Ele também liderou o trabalho de reestruturação junto com o arquiteto I. I. Sviyazev.
O edifício, que funcionava como o Museu Rumyantsev, também foi reconstruído devido à sua funcionalidade: especialmente quando, em 1914, Alexandre II doou ao museu uma pintura de Alexander Ivanov "A Aparição de Cristo ao Povo", que é enorme em tamanho, o arquiteto N. L. Shevyakov construiu o Ivanovsky Hall de duas luzes, que segue preservado até hoje.

### Período soviético
De acordo com o Plano Geral para a Reconstrução de Moscou, adotado em 1935, uma nova e ampla rua principal passaria pelo beco Ilyich, conectando a Praça Dzerzhinsky e a praça com o novo dominante arquitetônico de Moscou - o Palácio dos Sovietes, sendo construído no local da destruída Catedral de Cristo Salvador. O mesmo plano geral previa a construção de uma nova ponte perto do Teatro Bolshoi Kamenni, cuja saída seria a fusão direta no beco Ilyich.
A implementação dessas ideias no final da década de 1930 tornou-se possível devido à absorção de parte do jardim da Casa Pashkov e à demolição do muro, que era uma parte importante da aparência do edifício. As colunas brancas do muro vindas da Toscana enfatizavam o desejo de subir do pé da colina; no topo, o movimento era captado pelas colunas do pórtico. Agora a percepção do público mudou: o movimento começa não a partir do pé da colina, das colunas da cerca, mas do porão do edifício no topo da colina.
O layout interno da casa de Pashkov mudou mais radicalmente, e quase nada restou das paredes e escadas interiores originais.